# Alina Panova
Alina Panova   (1961) és una dissenyadora de vestuari i productora de cinema ucraïnesa-estatunidenca.

## Biografia
Panova va néixer a Kíev, Ucraïna, el 1961. Va estudiar art a l'Escola Estatal d'Art Xevtxenko de Kíev i a la Cooper Union de la ciutat de Nova York, després que la seva família emigrés als Estats Units d'Amèrica el 1979.

## Carrera professional
El 2006, Panova va produir el seu primer llargmetratge, Orangelove (dirigit per Alan Badoyev i protagonitzat per Aleksei Chadov i Olga Makeyeva). La pel·lícula es va estrenar al Festival de Cannes.

## Família
Panova està casada amb el compositor croat Željko Marasović. Viu a Los Angeles, Califòrnia.

## Filmografia
- The Age of Innocence (1993).
- Addams Family Values (1993).
- Notes From Underground (1995).
- Dunston Checks In (1996).
- The Naked Man (1998).
- Bruiser (2000).
- Sexual Life (2005).
- Standing Still (2005).
- Orangelove (2007).